# Фернандес, Жерар
Сестра Жерар Фернандес (род. 1938) — римско-католическая монахиня, наиболее известная своей работой в камере смертников в Сингапуре.
За свою более чем 40-летнюю работу она работала с 18 заключёнными, приговорёнными к смертной казни, наиболее известными из которых были Кэтрин Тан Муи Чу и Хо Ка Хун, сообщницы Адриана Лима при убийстве 2 детей.

## Карьера
Однажды утром во время упражнений по произношению отец заставил её прочитать стих: «И я отдаю тебя в тюрьму Синг-Синг, чтобы тебя там повесили, выпотрошили и четвертовали», что повлияло на последовавший выбор деятельности сестры Жерар. В 18 лет она присоединилась к римско-католическому ордену монахинь Доброго пастыря, а в 36 впервые работала с заключённым в камере смертников.

## СМИ
В 2018 году сестра Жерар снялась в короткометражном фильме «Сестра» режиссёра Чай Йи Вэя. В фильме рассказывается о ней самой и о том, как она консультировала Кэтрин Тан Муи Чу и Хо Ка Хун перед их смертью.

## Награды
Она первая женщина из Сингапура, включённая в список 100 женщин Би-би-си 2019 года.